# 支序分類學
支序分類學（英文：cladistic taxonomy）又稱支序系統學、分支系統學、系統發育系統學（英文：phylogenetic systematics，也譯作系统发育分类学或系譜分類學），簡稱支序學（英文：cladistic），是一門基於系统发生的生物分類學科，主張通过對共有衍生性狀（共有衍徵）相似性的分析，推導出生物類群之間的分化關係，进而構建系統發生樹，以形成嚴格的單系分類系統。「支序」意為演化支的序列，或演化支的分化次序。
支序分類學的創始人為德国生物學家维利·亨尼希（德文：Willi Hennig；1913－1976），1950年他撰寫了有關支序分類理論的德文著作，後在此基礎上重新改寫並譯為英文，於1966年出版了名為《系統發育系統學》的英文專著，自此支序分類學開始在生物分類學界興起。此套學說理論的核心要義在於：一、生物分類必須反映親緣關係，而親緣關係必須反映共祖關係；二、分析生物之間的親緣關係時，可將牠們的同源特徵分為較原始的祖徵（近祖性狀）和較進步的衍徵（近裔性狀），只有具備共同的衍徵才能視為親緣關係接近、來自同一祖先的證據。
支序分類學是現下最常用的生物分類方法，亦被普遍認為是進行系統發生分析的最佳方法，因為它提供了一套可以检验的假说，目前已被學者們普遍接受並廣泛應用於分類學和系統發生學研究。支序分類法會收集遗传学、古生物学和形態學等方面的訊息，最終拟製出系統發生樹來表現各生物類群之間假定的演化關係。在系統發生樹上，每個分支不論包含多少物种，都被稱作演化支。按照支序分類學的標準，任何自然合理的生物類群都必須是一個單系的演化支，即包含單一的祖先物種及其所有後代。
與傳統上基於分类阶元的林奈分类法相比，支序分類法基於演化支來歸類物種，更能真實客觀地顯示物種之間的親疏關係，體現出演化論的共同祖先原則。為此有學者主張棄用林奈分類法，以演化支取代分類階元的概念，但由於分類階元在數個世紀以來的廣泛使用，其概念已深入人心，故現行生物分類法為二法並用——在以支序分類理論為主導的同時，保留傳統的分類階元，甚至根據支序分類的需要而增設新的階元。然而，林奈分類法的局限性使其無法與支序分類很好地兼容，從而造成了許多難以解決的分類問題。

## 主要術語
一個特殊性狀若為某生物類群及其後代所獨有，稱之為衍徵，而若同時表現在其旁親和祖先身上時，稱之為祖徵。之所以用祖徵和衍徵來取代原始和先進的說法，是因為在不同的環境下，每種特徵都有可能是先進的。
某生物類群若擁有比其他類群更多的祖徵，則被稱作基群。一般而言，基群比其他衍生分支的物种數量要少得多，並在很早之前便已滅絕，例如鸟类和哺乳动物雖然存在許多共同祖徵，但牠們的共同祖先卻早已滅絕。

## 分類方法
支序分析需要收集足夠的信息，用以区分生物的一般性狀和特殊性状，並區分特殊性状中哪些是共同祖先自更早的祖先遺傳而來（祖徵），哪些是共同祖先单独所具有（衍徵）。要确定一个分支的獨立性，將它與其他分支區別開來，就必须有充足的衍徵作為數據支撐，證明該分支的特殊性狀為獨立發展形成，而非直承自更早的祖先。衍徵確定以後，要依照简约化原則确定生物類群之间的關係，也要依據分子演化理论选取最接近的分支相組合，最終構成系統發生樹。
现有各种复杂的系统发生软件可用於支序分析的演算，因此目前的支序分析一般不會出现研究者自身造成的偏差。儘管如此，目前的支序分析也只能得出多數學者赞同的结论，無法令所有學者信服，因為有时分析結果会出现许多冲突，如形態數據和基因數據完全不吻合等。現今 DNA 测序已較為容易進行，系統發生分析可以得到 DNA 數據的支持，此外更为精確的方法是分析染色体中的反转录转座子标记，而最理想的方法則是将形態學、分子生物学以及生态行为等各方面的信息结合起来。没有任何一种分析方法是真正完美的，所有方法都存在偏差，諸如形态学分析经常誤將趋同演化的生物歸於一類，而分子数据虽然比形態數據和化石數據更可靠，但也充满矛盾和误差。只有各种方法的比较與结合，方能得到最準確的结論。
支序分類理论亦可延伸至生物学以外的领域，當前已應用於歷史語言學中的语言分类研究，以及古代文献考订中對文献派生情况的研究等。

## 相關意見

### 分支主义
自1960年代支序分類法誕生以来，生物分類學界出现了“分支主义”傾向，主张取消所有非演化支的分類概念。支序分類学者认为，传统的林奈分类法人为地将生物類群劃分成不同层次（分类阶元），不能如實反映生物的演化情况，故應摒棄林奈分類系統，全部改用简单的演化支概念。對此持不同意见的学者认为，所有分类法都是人为創造的，都有主观因素在内，虽然系统发生学需要应用支序分類理論，但仍有使用传统分类阶元的必要。他們指出，林奈分類法和支序分類法应该並存，因为分類學上不仅存在单系群，也存在不合乎演化支概念的並系群，而並系群提供了有關生物形态及生活方式演變的重要信息，所以传统分类和支序分类都有其存在的價值，二者在不同方面發揮着作用。
所謂单系群，是指一個祖先及其所有後代組成的類群；並系群則由一個祖先及其部分後代組成，而另一部分後代未被歸入其中，原因是這些後代沿着一條独特的路線而演化，與該祖先的其他後代產生了很大区别。此外，由多個祖先的後代所組成的類群稱為多系群，通常包含了一群關係疏遠的趋同演化生物，被演化分类学者視為錯誤歸類。支序分類学者认为，並系群同樣是错误的，它和多系群都是依據外形特徵而確立的主觀類群，只有单系群是依據衍徵而確立的客觀類群。

### 质疑与批评
尽管支序分类法作为一种分类手段在目前生物学研究当中取得了权威的主导地位。但它对物种概念的改变和研究方法的缺陷也让它在一定程度上受到争议。如著名的十二卷属植物的研究者Bruce Bayer曾批判纯粹的基于支序分类学进行的分类过度简化了种群之间的关系，并掩盖了潜在的基因流动等复杂的动态演化历程；对于处理物种间分离时间较短、界限模糊的类群（如十二卷属）的能力仍然有限。同时，Bayer也指出，当下的支序分类学研究成果的科学性甚至会受学术争端和经济利益的影响。

## 另請參閱
- 生物信息学
- 數理生物學
- 溯祖理论（英语：Coalescent theory）
- 科學命名術語表（英语：Glossary of scientific naming）
- 语言系属分类
- 共祖分支图（英语：Patrocladogram）
- 演化網路
- 地层支序学（英语：Stratocladistics）
- 亚分支（英语：Subclade）
- 系統分類學
- 語言譜系樹（英语：Tree model）
- 樹狀結構